# Rhaphidophora spuria
Rhaphidophora spuria là một loài thực vật có hoa trong họ Ráy (Araceae). Loài này được (Schott) Nicolson miêu tả khoa học đầu tiên năm 1978.